# Eurytenes setoputeus
Eurytenes setoputeus är en stekelart som beskrevs av Wu och Chen 2005. Eurytenes setoputeus ingår i släktet Eurytenes och familjen bracksteklar. Inga underarter finns listade i Catalogue of Life.